# コウシャッタ
コウシャッタ(Coushatta)、またはコアサティ(Koasati)は、アメリカ合衆国ルイジアナ州に先住するアメリカインディアン部族である。

## 歴史・文化
コウシャッタ族は伝統的に農耕民族であり、トウモロコシなどの栽培と併せ、狩猟採集を行っていた。カゴ製品の技術にも長けている。20世紀に入ると、ルイジアナ部族は保留地で米の栽培とザリガニの養殖を始めた。マスコギ語族のコウシャッタ語は21世紀初めの現在では少数派となっていて、ごく少数の若者が学んでいる。テキサス・コウシャッタ部族の首長は、部族語の存続が現在の課題だと語っている。
17世紀と18世紀には、一部のコウシャッタが新興のクリーク連合に加わり、「アッパークリークス」(Upper Creeks)として知られる集団の一部になり、アラバマ族と密接な関連を持った。それ以前、スペイン人によるスペイン領フロリダの内陸部への探検時には、ほとんどすべての場所でコウシャッタの村と接触を行っている。スペイン人らは、彼らと近隣の部族(チアハ(Chiaha)、チスカ・ユチ(Chisca Yuchi)、タスキキ(Tasquiqui )、タリ(Tali )を、まとめて「コステ(Coste)」と呼んだ。この町は恐らくテネシー川流域にあったと見られている。

## コウシャッタ族の保留地とインディアン・カジノ
アメリカ連邦政府からは現在、ルイジアナ州とオクラホマ州、テキサス州の三つの州で「インディアン部族」としての認定を受けた三支族が保留地（Reservation）を領有している。
コウシャッタ族の大半は、ルイジアナ州アレン郡のエルトンの町の北の保留地に住んでいる。ルイジアナ・コウシャッタ族は「コウシャッタ・カジノリゾート」を開設し、「インディアン・カジノ」を初め、ゴルフ場や保養施設を併営して盛況である。
残りの二部族は、アラバマ族とひとまとめにされて、以下の二州に保留地を領有している。テキサスのコウシャッタ族は、長らく「絶滅部族」扱いされたが、アラバマ族との合併による部族員増加策によって、1987年に「インディアン復活法」を基に「復活」した。
- テキサス州- リヴィングストンに「アラ・コウシャッタ・インディアン保留地」を領有。18484 km²の保留地にアラバマ族と併せ約550人が暮らす。

- オクラホマ州-「アラバマ・クアッサーテ・部族町」として1936年に、「アラバマ・コウシャッタ・インディアン保留地」を領有。

テキサスのアラバマ・コウシャッタ族は1987年に部族復活し、念願のインディアン・カジノを開設し、貧困にあえぐ部族に月額100万ドルの収入をもたらした。しかし、カジノを認めないテキサス州政府は、2001年にこれを違法として提訴し、2002年にテキサスの部族カジノは閉鎖させられた。現在、カジノ再開を巡って係争中である。